# Страгари
Страгари је насељено место града Крагујевца у Шумадијском округу. Према попису из 2022. има 661 становника (према попису из 2011. било је 827 становника).  Само насеље је подељено на два дела од којих је источни део попримио карактеристике варошице, док је западни део насеља у долини Сребренице раштркан и има карактеристике села. Под њивама се налази 569,74 ha, воћњацима 117,96 ha, виноградима 39,71 ha, ливадама 73,04 ha, пашњацима 122,54 ha док остало земљиште заузима 3,85 ha.

## Географија
Налазе се на 44°8'60" северне географске ширине 20°40'0" источне географске дужине на 250 m надморске висине, 30 km северозападно од Крагујевца и око 120 km јужно од главног града Београда.
Насеље се налази на ушћу потока Сребрнице у реку Јасеницу, на североисточној страни планине Рудник (највиши врх- Цвијићев врх, 1132 m). Страгари су са још 10 суседних села чинили једну од пет градских општина Града Крагујевца, од маја 2002. до марта 2008. године. Месна заједница Страгари поред овог места обухвата још и насеља Љубичевац и Котража. У близини данашње варошице Страгари налазе се остаци средњовековног града Сребрника који је се помиње у списима као град у коме је 1426. године деспот Стефан Лазаревић сазвао државни сабор највише тадашње српске властеле и црквених великодостојника на коме је прогласио свог сестрића Ђурђа Бранковића за свог наследника. Остаци овог средњовековног града налазе се и данас у близини Страгара, а најочуванији део је северна кула.
У Страгарима су пронађени остаци рудника из доба средњовековне Србије.

## Историја
Страгари се први пут помињу у Турском катастарском попису-дефтеру из 1476. године као Страгар. Тада су као село Рудничке нахије имали 39 домаћинстава. Након победе Аустријанаца над Турцима у периоду од 1717. до 1739. године подручје данашње општине Страгари и саме варошице Страгари се карактерише незнатним повећањем броја становништва. Варошица је тада бројала око 50 кућа, а примећује се и повећан развој трговине у овом подручју што је тадашње Страгаре сврстало у развијене трговачке центре. Имајући у виду тадашње прилике становништво се искључиво бавило земљорадњом и сточарством, а своје производе је износило на пијаци у тадашњој варошици Петковици.
Почетком устанка у Србији против Турака насеље Страгари је подарило српској историји велики број устаника од којих су најпознатији Јанићије Ђурић, један од писменијих људи тог времена, Карађорђев секретар, дипломата, председник Апелационог суда и члан земаљског савета, Танаско Рајић, Карађорђев барјактар, јунак са Љубића као и Марко Тодоровић, четовођа који је предводио десетине јунака из Страгара и околине у Првом и Другом српском устанку. У манастиру Вољавча у близини Страгара 1805. године Правитељствујушчи совјет је одржао своју прву седницу. 1875. године подигнута је зграда основне школе.
Статус варошице добијају указом краља Александра I Карађорђевића 27. септембра 1922. године, а 1927. године је основан фудбалски клуб Азбест који је у сезони 1985/86. године играо у Другој српској лиги. 1928. године је подигнута је бањска зграда у Бањи Вољавча (Страгарска Бања). Географски, положај ове бање се везује за североисточну страну планине Рудник и удаљена је од Страгара око 2,5 km. Налази се на надморској висини од око 350 m у густој буковој шуми крај бањског потока. Сам назив бање се везује за Манастир Вољавча јер је некада бањом газдовао манастир. У историјским изворима најстарији помен бање се у писаним документима јавља још у периоду 16. века, тачније 1551. године. Током 1930-тих, место је имало по једну кафану на сваких 30 становника. У селу је постојао магацин барута, у ноћи 23/24. јула 1937. дошло је до експлозије у којој је погинуо један војник и оштећено неколико кућа.
За време Другог светског рата село је доста страдало јер је 1943. године спаљено од стране Немаца.
После рата се 1945. године оснива осморазредна основна школа ОШ „Јулијана Ћатић” Страгари. 1946. године се отвара здравствена амбуланта, почиње телефонизација и Страгари постају општина. 1950. године оснива се земљорадничка задруга и оснива се породилиште. 1957. године је започета електрификација села и увећана је територија општине. Крајем 1965. године укинута је Општина Страгари и њена територија подељена на тадашње општине Топола и Крагујевац. Укидањем општине и свођењем Страгара на месну заједницу, потпуно је изгубљен административни значај насеља и долази до великог пада броја становника. Иако је било покушаја поновног оживљавања Општине Страгари то се није остварило. 2002. године је Статутом Града Крагујевца предвиђено оснивање општине, али то није остварено до 2008. године, када је ова градска општина, која је постојала само на папиру, укинута новим Статутом Града.
Овде се налази Кућа Танаска Рајића.

## Привреда
У Страгарима је један од највећих азбестних рудника у Европи. Почеци рада рудника азбеста се везују за 1922. годину када је био у власништву Душана Милошевића. Пре Другог светског рата азбест као материјал није имао широку примену па је и експлоатација ове руде била на врло ниском нивоу. Записано је да су се од овог материјала у Страгарима у малим радионицама израђивале црепуље за печење хлеба.
Ово је пољопривредни крај и производи се: воће, поврће и товна стока.
Главно страгарско индустријско постројење је фабрика папира Страгарит.
У атару насеља су манастири Вољавча, Благовештење (Рудничко) из 14. века и манастир Петковица са манастиром црквом Петковицом из 13. века, који представљају заштићена непокретна културна добра.
Постоје сви предуслови да се развија бањски и планински туризам.
Бања Вољавча је једина познатија манастирска бања у Србији, која је као таква постојала све до Другог светског рата и којом је газдовао манастир Вољавча остварујући главне приходе за своје издржавање. Она је уједно и једина бања у Србији, која се и данас зове по манастиру коме је у прошлости припадала. То је јединствен пример старе манастирске бање (обновљене задужбинске бање свештеног лица и наменски грађене манастирске бање) и месне друштвене бање. Бања се налази у пределу који има изузетне могућности за развој рекреативних активности и лова.

## Галерија
- Споменик Танасију Рајићи зграда библиотеке
- ОШ „Јулијана Ћатић”
- Дом културе
- Кућа Душана Милошевића, учесника ОИ Стокхолм 1912. године
- Ауто-печењара
- Спомен биста Јулијане Ћатић
- Споменик НОБ-а

## Демографија
МЗ Страгари има 481 домаћинство са укупно 1552 становника. У насељу Страгари живи 796 пунолетних становника, а просечна старост становништва износи 45.5 година (43.6 код мушкараца и 47.4 код жена). У насељу има 338 домаћинстава, а просечан број чланова по домаћинству је 2.81.
Ово насеље је великим делом насељено Србима (према попису из 2002. године).
|             | \| Демографија[5] \| Демографија[5] \| Демографија[5] \| \| Година \| Становника \| Становника \| \| -------------- \| -------------- \| -------------- \| \| 1948. \| 1.627 \| \| \| 1953. \| 1.653 \| \| \| 1961. \| 1.786 \| \| \| 1971. \| 1.739 \| \| \| 1981. \| 1.441 \| \| \| 1991. \| 1.295 \| 1.203 \| \| 2002. \| 967 \| 1.028 \| \| 2011. \| 827 \| \| \| 2022. \| 661 \| \| |            |
| Демографија | |            |
| Година      | Становника | Становника |
| 1948.       | 1.627 |            |
| 1953.       | 1.653 |            |
| 1961.       | 1.786 |            |
| 1971.       | 1.739 |            |
| 1981.       | 1.441 |            |
| 1991.       | 1.295 | 1.203      |
| 2002.       | 967 | 1.028      |
| 2011.       | 827 |            |
| 2022.       | 661 |            |

| Етнички састав према попису из 2002.‍ | Етнички састав према попису из 2002.‍ | Етнички састав према попису из 2002.‍ | Етнички састав према попису из 2002.‍ | Етнички састав према попису из 2002.‍ |
| ------------------------------------ | ------------------------------------ | ------------------------------------ | ------------------------------------ | ------------------------------------ |
|                                      |                                      |                                      |                                      |                                      |
| Срби                                 | Срби                                 |                                      | 959                                  | 99,17%                               |
| Црногорци                            | Црногорци                            |                                      | 1                                    | 0,10%                                |
| Хрвати                               | Хрвати                               |                                      | 1                                    | 0,10%                                |
| Мађари                               | Мађари                               |                                      | 1                                    | 0,10%                                |
| Македонци                            | Македонци                            |                                      | 1                                    | 0,10%                                |
| непознато                            | непознато                            |                                      | 0                                    | 0,0%                                 |

| Година пописа     | 1948. | 1953. | 1961. | 1971. | 1981. | 1991. | 2002. |
| ----------------- | ----- | ----- | ----- | ----- | ----- | ----- | ----- |
| Број домаћинстава | 352   | 382   | 494   | 498   | 446   | 410   | 338   |

| Број чланова      | 1  | 2  | 3  | 4  | 5  | 6  | 7 | 8 | 9 | 10 и више | Просек |
| ----------------- | -- | -- | -- | -- | -- | -- | - | - | - | --------- | ------ |
| Број домаћинстава | 99 | 84 | 42 | 47 | 34 | 25 | 6 | 1 | 0 | 0         | 2,81   |

| Пол    | Укупно | Неожењен/Неудата | Ожењен/Удата | Удовац/Удовица | Разведен/Разведена | Непознато |
| ------ | ------ | ---------------- | ------------ | -------------- | ------------------ | --------- |
| Мушки  | 398    | 100              | 250          | 35             | 13                 | 0         |
| Женски | 435    | 64               | 252          | 107            | 10                 | 2         |
| УКУПНО | 833    | 164              | 502          | 142            | 23                 | 2         |

| Пол    | Укупно                    | Пољопривреда, лов и шумарство | Рибарство                            | Вађење руде и камена | Прерађивачка индустрија       |
| ------ | ------------------------- | ----------------------------- | ------------------------------------ | -------------------- | ----------------------------- |
| Мушки  | 184                       | 60                            | 0                                    | 0                    | 64                            |
| Женски | 101                       | 31                            | 0                                    | 0                    | 28                            |
| УКУПНО | 285                       | 91                            | 0                                    | 0                    | 92                            |
| Пол    | Производња и снабдевање   | Грађевинарство                | Трговина                             | Хотели и ресторани   | Саобраћај, складиштење и везе |
| Мушки  | 6                         | 1                             | 10                                   | 5                    | 3                             |
| Женски | 0                         | 0                             | 9                                    | 2                    | 2                             |
| УКУПНО | 6                         | 1                             | 19                                   | 7                    | 5                             |
| Пол    | Финансијско посредовање   | Некретнине                    | Државна управа и одбрана             | Образовање           | Здравствени и социјални рад   |
| Мушки  | 0                         | 0                             | 4                                    | 13                   | 4                             |
| Женски | 0                         | 1                             | 2                                    | 10                   | 6                             |
| УКУПНО | 0                         | 1                             | 6                                    | 23                   | 10                            |
| Пол    | Остале услужне активности | Приватна домаћинства          | Екстериторијалне организације и тела | Непознато            | Непознато                     |
| Мушки  | 3                         | 0                             | 0                                    | 11                   | 11                            |
| Женски | 8                         | 0                             | 0                                    | 2                    | 2                             |
| УКУПНО | 11                        | 0                             | 0                                    | 13                   | 13                            |

## Познате личности и породице
- Атанасије (Танасије - Танаско) Рајић, рођен у Страгарима
- Јанићије Димитријевић Ђурић, рођен у Страгарима
- Ђурићи, пореклом из Страгара
- Рајићи, пореклом из Страгара
- Миодраг Томић, пилот српског ваздухопловства
- Мојсије Вересић, епископ неготински и администратор Београдске митрополије
- Душан Милошевић, први српски олимпијац
- Радоје Кнежевић, министар Двора
- Дринка Радовановић, вајар
- Зоран Стевановић, кошаркаш